# Laura Oliva i Ripoll
Laura Oliva Ripoll (Molins de Rei, Baix Llobregat, 13 de gener de 1997) és una jugadora de futbol sala catalana.
Va començar a practicar el waterpolo i el futbol sala al CFS Molins 99, en la posició d'ala. Posteriorment, va jugar al Castelledefels FSF i va debutar en competicions estatals amb l'Associació Esportiva Penya Esplugues, aconseguint cinc Copes Catalunya entre 2015 i 2019. Al final de la temporada 2019-20, va fitxar per l'Agrupación Deportiva Alcorcón. Amb la selecció catalana ha participat al Campionat d'Espanya de Seleccions Territorials Sub-21 i va debutar internacionalment amb la selecció espanyola el desembre de 2019.

## Palmarès
- 4 Copes Catalunya de futbol sala femenina: 2015-16, 2016-17, 2017-18 i 2018-19